# 布斯贝克
布斯贝克（法語：Bousbecque，法語發音：[buzbɛk]）是法国上法蘭西大區北部省的一个市镇，属于里尔区和里尔欧洲都会区。

## 地理
布斯贝克（50°46'15"N, 3°4'43"E）面积6.44 平方千米，位于法国上法蘭西大區北部省，该省份为法国最北部的省份及最长的省份，西北濒北海，西接加来海峡省，南至埃纳省和索姆省，东与比利时接壤。
与布斯贝克接壤的市镇（或旧市镇、城区）包括：韦尔菲克、南韦尔维克、阿吕安、兰塞勒、龙克。
布斯贝克的时区为UTC+01:00、UTC+02:00（夏令时）。

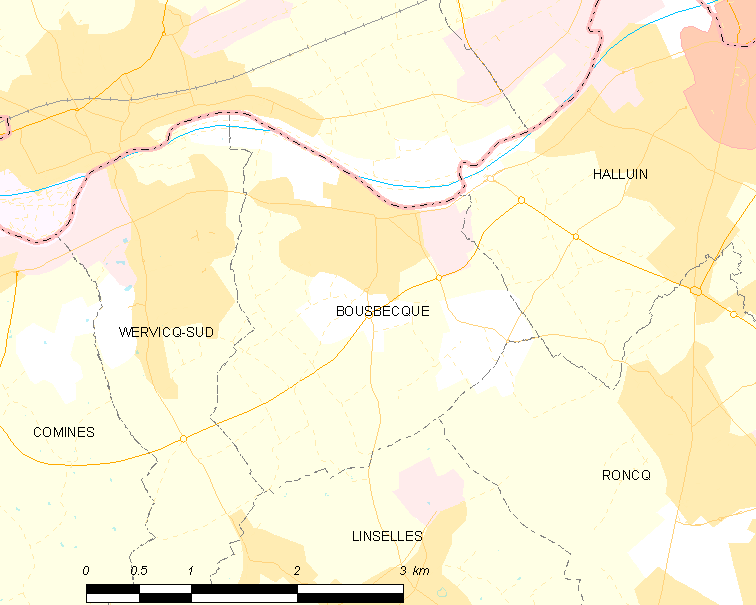
布斯贝克的OSM定位图

## 行政
布斯贝克的邮政编码为59166，INSEE市镇编码为59098。

## 政治
布斯贝克所属的省级选区为朗贝萨尔县。

## 人口

1962-2008年间布斯贝克人口变化图示

布斯贝克于2022年1月1日时的人口数量为4956人。